# أحمد داوود
أحمد داوود (ولد 1942) هو باحث وكاتب ومؤرخ سوري.

## مسيرته
ولد داوود في قرية تل حويري من منطقة جبلة محافظة اللاذقية عام 1942. حصل داوود على شهادة ماجستير في الآداب، ثم على دكتوراه في السيناريو السينمائي، ودكتوراه في تاريخ سوريا القديم. عمل في التدريس والصحافة، ومستشاراً ثقافياً في الخارجية السورية، وأصبح عضوَ جمعية البحوث والدراسات، وعضو اتحاد الكتاب العرب، وهو عضو شرفي في جمعية المؤرخين المغاربة. عمل داوود رئيساً للدائرة التاريخية ورئيساً لقسم الإعلام في مركز البحوث والدراسات الاستراتيجية في جامعة دمشق. أحمد داوود هو أحد مؤسسي «تحالف مفكرون ضد التزوير».

## آراء جدلية
يجادل داوود في كتابه «تاريخ سوريا القديم – تصحيح وتحرير» أن «دولة مصر وادي النيل لم تحتل سوريا يوماً، بل كانت كل مواقع صراعاتها في اليمن حيث كانت خطوط التجارة محمية من قبل ممثلين عن الملك كانوا يراسلونه كتقارير عن إنجازاتهم في حماية خطوط القوافل، وهذه هي حقيقة ما دعاه المستشرقون بـ “رسائل تل العمارنة” والتي جرى تزويرها وإسقاطها قسراً على الجغرافيا السورية».
يدعي داوود في كتابه «تاريخ سوريا الحضاري القديم – 2 التاريخ الحقيقي للإغريق» أن الحضارة الإغريقية تعود في أصلها إلى «السوريين العرب»، وأن «الانيادة دوّنها الكاتب السوري فرجيل (فرج الله) يتحدث فيها عن معاناة السوريين المتحضرين مع سكان الكهوف المتوحشين سكان أوروبا البدائيين»، ونسب ما وصفه بـ«معجزة الحضارة الإغريقية» في منتصف القرن السادس قبل الميلاد إلى السوريين في اليونان، وعلل «انطفاءها» بعودتهم إلى بلدهم الأم. يرى داوود أن جميع أسماء المدن والأمراء (العكروبولي) والكتاب والشعراء والمسرحيين والمحاربين لدى اليونان القديم ترجع لتسميات عربية قديمة إما توجد معانيها بالعربية الفصحى أو باللسان السرياني، وأن «كل ما يزهو به الغرب اليوم تحت مسمى وراثة حضارة أثينا من ألعاب أولمبية وديمقراطية وبرلمانات… إنما هي سورية عربية قديمة، وفي مدينة عمريت الأثرية على الساحل السوري اكتشف أول ملعب اولمبي في العالم سبق اليونان بمئات السنين كما أكدت الدراسات الأثرية حديثاً».
يقول داوود في كتابه «تاريخ سوريا الحضاري القديم - تأسيس روما» أن «السوريون، العرب، العموريون.. تسميات مختلفة لهذا الإنسان الحضاري العاقل، هم أول من عمّر واستوطن حوض البحر المتوسط ودعي باسمهم: البحر الأموري – السوري – البحر السوري الداخلي».

## مؤلفاته
- الصهيل (قصة)، مطبعة الجمهورية، دمشق، 1970.
- رقصة شمس (مجموعة قصص قصيرة)، 1973.[1]
- جلجامش أو نصف على نصف (مسرحية)، دار الجمهورية، دمشق 1973.
- حبيبتي يا حب التوت (رواية)، اتحاد الكتاب العرب، دمشق 1976.
- إسرائيل والصراع العربي الإسرائيلي (دراسة)، دمشق 1986.
- موسوعة نينورتا التاريخية – الجزء الأول قصة الخلق.[6]
- موسوعة نينورتا التاريخية – الجزء الثاني اللغة الأم – المجلد الأول قصة الإنسان العاقل الأول ولغته الأولى.[7]
- السامية واللاسامية والساميون العرب، كتيّب، (2006).[1]
- الديمقراطية بين حقيقتها التاريخية وضجيج الجوقات الأطلسية، كتيّب، (2007).

سلسلة «سوريا وعودة الزمن العربي»:
- الكتاب الأول: تاريخ سوريا القديم تصحيح وتحرير، دار المستقبل، سوريا 1986.[3][8]
- الكتاب الثاني: العرب والساميون والعبرانيون وبنو إسرائيل واليهود، دار المستقبل، دمشق، 1991.
- الكتاب الثالث: تاريخ سوريا الحضاري القديم، 1- المركز، دار المستقبل، دمشق، 1994.
- الكتاب الرابع: تاريخ سوريا الحضاري القديم، 2: ا- الانتشار الحضاري السوري. ب- التاريخ الحقيقي للإغريق، دار الشروق، دمشق، 2004.[4]
- تاريخ سوريا الحضاري القديم – 3 تأسيس روما.[5]
- تاريخ سوريا الحضاري القديم 4- إمبراطورات سوريات حكمن روما، الملكة العربية زنوبيا، الزمن البيزنطي زمن تدمير لا تعمير (طبعة أولى 2006، طبعة ثالثة 2021).

### ترجمات
- كان هذا في ضواحي روفنو (ترجمة) 1963.[9]
- البلدان المتخلفة وسياسة الغرب الاقتصادية (ترجمة) 1964.
- احذروا الصهيونية (ترجمة عن الروسية)، 1968.
- المادية التاريخية (ترجمة) 1968.[10]

### أبحاث
- سلسلة أبحاث تاريخية تدعى «أسماؤنا» في الصحف المحلية.[1]
- سلسلة أبحاث تاريخية تدعى «الصهيونية وتزوير التاريخ العربي».[1]
- سلسلة أبحاث اجتماعية تدعى «عتباتنا الاجتماعية المقدسة».[1]
- «حوار ثقافات أم حضارات، التجليات العربية».[1]
- سلسلة أبحاث حول «الانتفاضة الفلسطينية والاستراتيجية».[1]
- سلسلة أبحاث: «الساميون والعداء للسامية بدعة يهودية، التواطؤ الصهيوني النازي في الجرائم ضد اليهود».[1]

## أعمال مرئية
- أعدّ وقدّم البرنامج التلفزيوني الثقافي التاريخي «نحن وهذا العالم» 1997، حاوره فيه د. يحيى العريضي.[2]
- حوّلت المؤسسة العامة للسينما في سورية روايته «حبيبتي... ياحب التوت» إلى فيلم سينمائي روائي طويل عام 1978.
- وضّع قصة وسيناريو وحوار المسلسل الدرامي التاريخي التلفزيوني الطويل «جوليا دومنا» للتلفزيون العربي السوري.

## الجوائز
- جائزة جبران خليل جبران العلمية عام 1999 من رابطة إحياء التراث العربي في أستراليا، تقديراً لأبحاثه حول تاريخ سوريا.[1]